# Jean Nicolas Sébastien Allamand
Pour les articles homonymes, voir Allamand.
Jean Nicolas Sébastien Allamand (en néerlandais Johannes Nicolaas Sebastiaan Allamand) (18 septembre 1713 à Lausanne - 2 mars 1787 à Leyde) est un philosophe, physicien et naturaliste néerlando-suisse.

## Biographie
Fils de Thomas, instituteur, et de Gabrielle Marchandon des Marets, Jean Nicolas Sébastien Allamand est né à Lausanne. Il étudie d'abord la théologie à Lausanne et est consacré en 1736. Il émigre ensuite aux Pays-Bas, où il pratique les mathématiques, la physique, la chimie et l'histoire naturelle, à Leyde. Il y rencontre Willem Jacob 'sGravesande, qui lui confie l'éducation de ses deux fils et en fait son exécuteur testamentaire. Allamand approfondit ses connaissances en physique et, avec le soutien de 'sGravesande, il devient professeur de philosophie à l'université de Franeker le 3 mars 1747. Deux ans plus tard, il est rappelé et devient professeur de mathématiques et de philosophie à l'université de Leyde et y enseigne finalement surtout la zoologie. Il accepte ce poste le 30 mai 1749 avec une lecture de "On the True Philosopher", qui vise surtout à faire l'éloge de son mentor.
En tant que praticien de l'histoire naturelle, Allamand joue un rôle important dans la création et l'expansion d'un cabinet d'histoire naturelle à l'université. Il a également financé sur ses propres fonds un cabinet de raretés naturelles, ouvert de son vivant aux étudiants dans un hall derrière le bâtiment de l'Académie. Il en fait don à l'université à sa mort, le 2 mars 1787. Il est également un bienfaiteur du Cabinet des Antiquités. Il n'a pas d'enfants avec sa femme, Magdalena Crommelin.
Allamand est élu membre de la Royal Society en 1747.

## Œuvres
Jean Nicolas Sébastien Allamand publie de nombreux essais sur la physique, discipline dans laquelle il est considéré parmi les meilleurs de son temps. Il a notamment donné la première explication de la bouteille de Leyde. 
Il enrichit les descriptions des oiseaux dans l'édition néerlandaise de l'Histoire Naturelle de Georges-Louis Leclerc de Buffon avec de nombreux ajouts et descriptions. De plus, Allamand a édité les écrits de 'sGravensande, Œuvres philosophiques et mathématiques (deux volumes, avec 28 illustrations, Amsterdam 1774), et le Geschiedkundig Woordenboek de Prosper Marchand, qu'il a édité.
Il traduit du latin : le Dierenrijk de Mathurin Jacques Brisson, Leyde 1762, auquel il a ajouté de nombreuses remarques. Du français, il a traduit :
- Verhandeling over de Kometen d'Oliver, 1777.
- La nouvelle description du Cap de Bonne Espérance de H. Hopp, 1778.
- Lecture de Jakob Forster sur différents sujets, Leyde, 1793.
- Elementen der scheikunde de Herman Boerhaave.
- Ellis, Natuurlijke Historie van de Koraalgewassen en andere Zeeligchamen, Amsterdam, 1756. illustré.